# لیسبن مارو
لیسبن مارو (به انگلیسی: Lisbon Maru) یک زیردریایی بود که طول آن ۱۳۵٫۶ متر (۴۴۴ فوت ۱۱ اینچ) بود.